# Kanutaikanit-nipi
Kanutaikanit-nipi is een meer van 1,7 km² in de Canadese provincie Newfoundland en Labrador. Het meer bevindt zich in het zuidoosten van de regio Labrador.

## Toponymie
De benaming Kanutaikanit-nipi (IPA: [ka:nu:teikənt nəpi:]) komt uit het Innu, de taal van het gelijknamige volk dat traditioneel in het gebied leeft. De naam kan vertaald worden als "meer van de plaats waar in de lucht geschoten wordt".
De naam verwijst naar Kanutaikanit (letterlijk "plaats waar in de lucht geschoten wordt"). Dat is het gedeelte van de rivier Kanutaikanit-shipiss net ten noorden van het meer die een ideale locatie is om op eenden te jagen.

## Geografie
Het relatief onregelmatig gevormde meer ligt 4,5 km ten westen van Iatuekupau, een van de grotere meren van Oost-Labrador. Het op zo'n 380 m boven zeeniveau gelegen meer is de oorsprong van de Kanutaikanit-shipiss, een naar het noorden toe stromende rivier.
Kanutaikanit-nipi ligt in het midden van de Labradorse wildernis op zo'n 9 km ten zuidwesten van het nationaal park Mealy Mountains en op 44 km ten noorden van de Trans-Labrador Highway (NL-510).